# Обезьянья игра
«Обезья́нья игра́» — условное название серии ходов в шахматной партии, когда один из соперников зеркально повторяет ходы другого.
Неосмысленное копирование ходов в практической партии крайне опасно, и подобные партии на практике — редкость. Отдельные фрагменты «обезьяньей игры» чаще всего встречаются в дебютах и в композиции, где совпадения бывают не только графическими, но и идейными.

## Примеры

### В дебюте
|   | a | b | c | d | e | f | g | h |   |
| - | --- | --- | --- | --- | --- | --- | --- | --- | - |
| 8 | a8 чёрный ферзь · f8 чёрная ладья · g8 чёрный король · a7 чёрная пешка · c7 чёрная пешка · f7 чёрная пешка · g7 чёрная пешка · h7 чёрная пешка · d6 чёрная пешка · f6 белый слон · e5 чёрная пешка · e4 белая пешка · d3 белая пешка · f3 чёрный слон · a2 белая пешка · c2 белая пешка · f2 белая пешка · g2 белая пешка · h2 белая пешка · a1 белый ферзь · f1 белая ладья · g1 белый король | a8 чёрный ферзь · f8 чёрная ладья · g8 чёрный король · a7 чёрная пешка · c7 чёрная пешка · f7 чёрная пешка · g7 чёрная пешка · h7 чёрная пешка · d6 чёрная пешка · f6 белый слон · e5 чёрная пешка · e4 белая пешка · d3 белая пешка · f3 чёрный слон · a2 белая пешка · c2 белая пешка · f2 белая пешка · g2 белая пешка · h2 белая пешка · a1 белый ферзь · f1 белая ладья · g1 белый король | a8 чёрный ферзь · f8 чёрная ладья · g8 чёрный король · a7 чёрная пешка · c7 чёрная пешка · f7 чёрная пешка · g7 чёрная пешка · h7 чёрная пешка · d6 чёрная пешка · f6 белый слон · e5 чёрная пешка · e4 белая пешка · d3 белая пешка · f3 чёрный слон · a2 белая пешка · c2 белая пешка · f2 белая пешка · g2 белая пешка · h2 белая пешка · a1 белый ферзь · f1 белая ладья · g1 белый король | a8 чёрный ферзь · f8 чёрная ладья · g8 чёрный король · a7 чёрная пешка · c7 чёрная пешка · f7 чёрная пешка · g7 чёрная пешка · h7 чёрная пешка · d6 чёрная пешка · f6 белый слон · e5 чёрная пешка · e4 белая пешка · d3 белая пешка · f3 чёрный слон · a2 белая пешка · c2 белая пешка · f2 белая пешка · g2 белая пешка · h2 белая пешка · a1 белый ферзь · f1 белая ладья · g1 белый король | a8 чёрный ферзь · f8 чёрная ладья · g8 чёрный король · a7 чёрная пешка · c7 чёрная пешка · f7 чёрная пешка · g7 чёрная пешка · h7 чёрная пешка · d6 чёрная пешка · f6 белый слон · e5 чёрная пешка · e4 белая пешка · d3 белая пешка · f3 чёрный слон · a2 белая пешка · c2 белая пешка · f2 белая пешка · g2 белая пешка · h2 белая пешка · a1 белый ферзь · f1 белая ладья · g1 белый король | a8 чёрный ферзь · f8 чёрная ладья · g8 чёрный король · a7 чёрная пешка · c7 чёрная пешка · f7 чёрная пешка · g7 чёрная пешка · h7 чёрная пешка · d6 чёрная пешка · f6 белый слон · e5 чёрная пешка · e4 белая пешка · d3 белая пешка · f3 чёрный слон · a2 белая пешка · c2 белая пешка · f2 белая пешка · g2 белая пешка · h2 белая пешка · a1 белый ферзь · f1 белая ладья · g1 белый король | a8 чёрный ферзь · f8 чёрная ладья · g8 чёрный король · a7 чёрная пешка · c7 чёрная пешка · f7 чёрная пешка · g7 чёрная пешка · h7 чёрная пешка · d6 чёрная пешка · f6 белый слон · e5 чёрная пешка · e4 белая пешка · d3 белая пешка · f3 чёрный слон · a2 белая пешка · c2 белая пешка · f2 белая пешка · g2 белая пешка · h2 белая пешка · a1 белый ферзь · f1 белая ладья · g1 белый король | a8 чёрный ферзь · f8 чёрная ладья · g8 чёрный король · a7 чёрная пешка · c7 чёрная пешка · f7 чёрная пешка · g7 чёрная пешка · h7 чёрная пешка · d6 чёрная пешка · f6 белый слон · e5 чёрная пешка · e4 белая пешка · d3 белая пешка · f3 чёрный слон · a2 белая пешка · c2 белая пешка · f2 белая пешка · g2 белая пешка · h2 белая пешка · a1 белый ферзь · f1 белая ладья · g1 белый король | 8 |
| 7 | a8 чёрный ферзь · f8 чёрная ладья · g8 чёрный король · a7 чёрная пешка · c7 чёрная пешка · f7 чёрная пешка · g7 чёрная пешка · h7 чёрная пешка · d6 чёрная пешка · f6 белый слон · e5 чёрная пешка · e4 белая пешка · d3 белая пешка · f3 чёрный слон · a2 белая пешка · c2 белая пешка · f2 белая пешка · g2 белая пешка · h2 белая пешка · a1 белый ферзь · f1 белая ладья · g1 белый король | a8 чёрный ферзь · f8 чёрная ладья · g8 чёрный король · a7 чёрная пешка · c7 чёрная пешка · f7 чёрная пешка · g7 чёрная пешка · h7 чёрная пешка · d6 чёрная пешка · f6 белый слон · e5 чёрная пешка · e4 белая пешка · d3 белая пешка · f3 чёрный слон · a2 белая пешка · c2 белая пешка · f2 белая пешка · g2 белая пешка · h2 белая пешка · a1 белый ферзь · f1 белая ладья · g1 белый король | a8 чёрный ферзь · f8 чёрная ладья · g8 чёрный король · a7 чёрная пешка · c7 чёрная пешка · f7 чёрная пешка · g7 чёрная пешка · h7 чёрная пешка · d6 чёрная пешка · f6 белый слон · e5 чёрная пешка · e4 белая пешка · d3 белая пешка · f3 чёрный слон · a2 белая пешка · c2 белая пешка · f2 белая пешка · g2 белая пешка · h2 белая пешка · a1 белый ферзь · f1 белая ладья · g1 белый король | a8 чёрный ферзь · f8 чёрная ладья · g8 чёрный король · a7 чёрная пешка · c7 чёрная пешка · f7 чёрная пешка · g7 чёрная пешка · h7 чёрная пешка · d6 чёрная пешка · f6 белый слон · e5 чёрная пешка · e4 белая пешка · d3 белая пешка · f3 чёрный слон · a2 белая пешка · c2 белая пешка · f2 белая пешка · g2 белая пешка · h2 белая пешка · a1 белый ферзь · f1 белая ладья · g1 белый король | a8 чёрный ферзь · f8 чёрная ладья · g8 чёрный король · a7 чёрная пешка · c7 чёрная пешка · f7 чёрная пешка · g7 чёрная пешка · h7 чёрная пешка · d6 чёрная пешка · f6 белый слон · e5 чёрная пешка · e4 белая пешка · d3 белая пешка · f3 чёрный слон · a2 белая пешка · c2 белая пешка · f2 белая пешка · g2 белая пешка · h2 белая пешка · a1 белый ферзь · f1 белая ладья · g1 белый король | a8 чёрный ферзь · f8 чёрная ладья · g8 чёрный король · a7 чёрная пешка · c7 чёрная пешка · f7 чёрная пешка · g7 чёрная пешка · h7 чёрная пешка · d6 чёрная пешка · f6 белый слон · e5 чёрная пешка · e4 белая пешка · d3 белая пешка · f3 чёрный слон · a2 белая пешка · c2 белая пешка · f2 белая пешка · g2 белая пешка · h2 белая пешка · a1 белый ферзь · f1 белая ладья · g1 белый король | a8 чёрный ферзь · f8 чёрная ладья · g8 чёрный король · a7 чёрная пешка · c7 чёрная пешка · f7 чёрная пешка · g7 чёрная пешка · h7 чёрная пешка · d6 чёрная пешка · f6 белый слон · e5 чёрная пешка · e4 белая пешка · d3 белая пешка · f3 чёрный слон · a2 белая пешка · c2 белая пешка · f2 белая пешка · g2 белая пешка · h2 белая пешка · a1 белый ферзь · f1 белая ладья · g1 белый король | a8 чёрный ферзь · f8 чёрная ладья · g8 чёрный король · a7 чёрная пешка · c7 чёрная пешка · f7 чёрная пешка · g7 чёрная пешка · h7 чёрная пешка · d6 чёрная пешка · f6 белый слон · e5 чёрная пешка · e4 белая пешка · d3 белая пешка · f3 чёрный слон · a2 белая пешка · c2 белая пешка · f2 белая пешка · g2 белая пешка · h2 белая пешка · a1 белый ферзь · f1 белая ладья · g1 белый король | 7 |
| 6 | a8 чёрный ферзь · f8 чёрная ладья · g8 чёрный король · a7 чёрная пешка · c7 чёрная пешка · f7 чёрная пешка · g7 чёрная пешка · h7 чёрная пешка · d6 чёрная пешка · f6 белый слон · e5 чёрная пешка · e4 белая пешка · d3 белая пешка · f3 чёрный слон · a2 белая пешка · c2 белая пешка · f2 белая пешка · g2 белая пешка · h2 белая пешка · a1 белый ферзь · f1 белая ладья · g1 белый король | a8 чёрный ферзь · f8 чёрная ладья · g8 чёрный король · a7 чёрная пешка · c7 чёрная пешка · f7 чёрная пешка · g7 чёрная пешка · h7 чёрная пешка · d6 чёрная пешка · f6 белый слон · e5 чёрная пешка · e4 белая пешка · d3 белая пешка · f3 чёрный слон · a2 белая пешка · c2 белая пешка · f2 белая пешка · g2 белая пешка · h2 белая пешка · a1 белый ферзь · f1 белая ладья · g1 белый король | a8 чёрный ферзь · f8 чёрная ладья · g8 чёрный король · a7 чёрная пешка · c7 чёрная пешка · f7 чёрная пешка · g7 чёрная пешка · h7 чёрная пешка · d6 чёрная пешка · f6 белый слон · e5 чёрная пешка · e4 белая пешка · d3 белая пешка · f3 чёрный слон · a2 белая пешка · c2 белая пешка · f2 белая пешка · g2 белая пешка · h2 белая пешка · a1 белый ферзь · f1 белая ладья · g1 белый король | a8 чёрный ферзь · f8 чёрная ладья · g8 чёрный король · a7 чёрная пешка · c7 чёрная пешка · f7 чёрная пешка · g7 чёрная пешка · h7 чёрная пешка · d6 чёрная пешка · f6 белый слон · e5 чёрная пешка · e4 белая пешка · d3 белая пешка · f3 чёрный слон · a2 белая пешка · c2 белая пешка · f2 белая пешка · g2 белая пешка · h2 белая пешка · a1 белый ферзь · f1 белая ладья · g1 белый король | a8 чёрный ферзь · f8 чёрная ладья · g8 чёрный король · a7 чёрная пешка · c7 чёрная пешка · f7 чёрная пешка · g7 чёрная пешка · h7 чёрная пешка · d6 чёрная пешка · f6 белый слон · e5 чёрная пешка · e4 белая пешка · d3 белая пешка · f3 чёрный слон · a2 белая пешка · c2 белая пешка · f2 белая пешка · g2 белая пешка · h2 белая пешка · a1 белый ферзь · f1 белая ладья · g1 белый король | a8 чёрный ферзь · f8 чёрная ладья · g8 чёрный король · a7 чёрная пешка · c7 чёрная пешка · f7 чёрная пешка · g7 чёрная пешка · h7 чёрная пешка · d6 чёрная пешка · f6 белый слон · e5 чёрная пешка · e4 белая пешка · d3 белая пешка · f3 чёрный слон · a2 белая пешка · c2 белая пешка · f2 белая пешка · g2 белая пешка · h2 белая пешка · a1 белый ферзь · f1 белая ладья · g1 белый король | a8 чёрный ферзь · f8 чёрная ладья · g8 чёрный король · a7 чёрная пешка · c7 чёрная пешка · f7 чёрная пешка · g7 чёрная пешка · h7 чёрная пешка · d6 чёрная пешка · f6 белый слон · e5 чёрная пешка · e4 белая пешка · d3 белая пешка · f3 чёрный слон · a2 белая пешка · c2 белая пешка · f2 белая пешка · g2 белая пешка · h2 белая пешка · a1 белый ферзь · f1 белая ладья · g1 белый король | a8 чёрный ферзь · f8 чёрная ладья · g8 чёрный король · a7 чёрная пешка · c7 чёрная пешка · f7 чёрная пешка · g7 чёрная пешка · h7 чёрная пешка · d6 чёрная пешка · f6 белый слон · e5 чёрная пешка · e4 белая пешка · d3 белая пешка · f3 чёрный слон · a2 белая пешка · c2 белая пешка · f2 белая пешка · g2 белая пешка · h2 белая пешка · a1 белый ферзь · f1 белая ладья · g1 белый король | 6 |
| 5 | a8 чёрный ферзь · f8 чёрная ладья · g8 чёрный король · a7 чёрная пешка · c7 чёрная пешка · f7 чёрная пешка · g7 чёрная пешка · h7 чёрная пешка · d6 чёрная пешка · f6 белый слон · e5 чёрная пешка · e4 белая пешка · d3 белая пешка · f3 чёрный слон · a2 белая пешка · c2 белая пешка · f2 белая пешка · g2 белая пешка · h2 белая пешка · a1 белый ферзь · f1 белая ладья · g1 белый король | a8 чёрный ферзь · f8 чёрная ладья · g8 чёрный король · a7 чёрная пешка · c7 чёрная пешка · f7 чёрная пешка · g7 чёрная пешка · h7 чёрная пешка · d6 чёрная пешка · f6 белый слон · e5 чёрная пешка · e4 белая пешка · d3 белая пешка · f3 чёрный слон · a2 белая пешка · c2 белая пешка · f2 белая пешка · g2 белая пешка · h2 белая пешка · a1 белый ферзь · f1 белая ладья · g1 белый король | a8 чёрный ферзь · f8 чёрная ладья · g8 чёрный король · a7 чёрная пешка · c7 чёрная пешка · f7 чёрная пешка · g7 чёрная пешка · h7 чёрная пешка · d6 чёрная пешка · f6 белый слон · e5 чёрная пешка · e4 белая пешка · d3 белая пешка · f3 чёрный слон · a2 белая пешка · c2 белая пешка · f2 белая пешка · g2 белая пешка · h2 белая пешка · a1 белый ферзь · f1 белая ладья · g1 белый король | a8 чёрный ферзь · f8 чёрная ладья · g8 чёрный король · a7 чёрная пешка · c7 чёрная пешка · f7 чёрная пешка · g7 чёрная пешка · h7 чёрная пешка · d6 чёрная пешка · f6 белый слон · e5 чёрная пешка · e4 белая пешка · d3 белая пешка · f3 чёрный слон · a2 белая пешка · c2 белая пешка · f2 белая пешка · g2 белая пешка · h2 белая пешка · a1 белый ферзь · f1 белая ладья · g1 белый король | a8 чёрный ферзь · f8 чёрная ладья · g8 чёрный король · a7 чёрная пешка · c7 чёрная пешка · f7 чёрная пешка · g7 чёрная пешка · h7 чёрная пешка · d6 чёрная пешка · f6 белый слон · e5 чёрная пешка · e4 белая пешка · d3 белая пешка · f3 чёрный слон · a2 белая пешка · c2 белая пешка · f2 белая пешка · g2 белая пешка · h2 белая пешка · a1 белый ферзь · f1 белая ладья · g1 белый король | a8 чёрный ферзь · f8 чёрная ладья · g8 чёрный король · a7 чёрная пешка · c7 чёрная пешка · f7 чёрная пешка · g7 чёрная пешка · h7 чёрная пешка · d6 чёрная пешка · f6 белый слон · e5 чёрная пешка · e4 белая пешка · d3 белая пешка · f3 чёрный слон · a2 белая пешка · c2 белая пешка · f2 белая пешка · g2 белая пешка · h2 белая пешка · a1 белый ферзь · f1 белая ладья · g1 белый король | a8 чёрный ферзь · f8 чёрная ладья · g8 чёрный король · a7 чёрная пешка · c7 чёрная пешка · f7 чёрная пешка · g7 чёрная пешка · h7 чёрная пешка · d6 чёрная пешка · f6 белый слон · e5 чёрная пешка · e4 белая пешка · d3 белая пешка · f3 чёрный слон · a2 белая пешка · c2 белая пешка · f2 белая пешка · g2 белая пешка · h2 белая пешка · a1 белый ферзь · f1 белая ладья · g1 белый король | a8 чёрный ферзь · f8 чёрная ладья · g8 чёрный король · a7 чёрная пешка · c7 чёрная пешка · f7 чёрная пешка · g7 чёрная пешка · h7 чёрная пешка · d6 чёрная пешка · f6 белый слон · e5 чёрная пешка · e4 белая пешка · d3 белая пешка · f3 чёрный слон · a2 белая пешка · c2 белая пешка · f2 белая пешка · g2 белая пешка · h2 белая пешка · a1 белый ферзь · f1 белая ладья · g1 белый король | 5 |
| 4 | a8 чёрный ферзь · f8 чёрная ладья · g8 чёрный король · a7 чёрная пешка · c7 чёрная пешка · f7 чёрная пешка · g7 чёрная пешка · h7 чёрная пешка · d6 чёрная пешка · f6 белый слон · e5 чёрная пешка · e4 белая пешка · d3 белая пешка · f3 чёрный слон · a2 белая пешка · c2 белая пешка · f2 белая пешка · g2 белая пешка · h2 белая пешка · a1 белый ферзь · f1 белая ладья · g1 белый король | a8 чёрный ферзь · f8 чёрная ладья · g8 чёрный король · a7 чёрная пешка · c7 чёрная пешка · f7 чёрная пешка · g7 чёрная пешка · h7 чёрная пешка · d6 чёрная пешка · f6 белый слон · e5 чёрная пешка · e4 белая пешка · d3 белая пешка · f3 чёрный слон · a2 белая пешка · c2 белая пешка · f2 белая пешка · g2 белая пешка · h2 белая пешка · a1 белый ферзь · f1 белая ладья · g1 белый король | a8 чёрный ферзь · f8 чёрная ладья · g8 чёрный король · a7 чёрная пешка · c7 чёрная пешка · f7 чёрная пешка · g7 чёрная пешка · h7 чёрная пешка · d6 чёрная пешка · f6 белый слон · e5 чёрная пешка · e4 белая пешка · d3 белая пешка · f3 чёрный слон · a2 белая пешка · c2 белая пешка · f2 белая пешка · g2 белая пешка · h2 белая пешка · a1 белый ферзь · f1 белая ладья · g1 белый король | a8 чёрный ферзь · f8 чёрная ладья · g8 чёрный король · a7 чёрная пешка · c7 чёрная пешка · f7 чёрная пешка · g7 чёрная пешка · h7 чёрная пешка · d6 чёрная пешка · f6 белый слон · e5 чёрная пешка · e4 белая пешка · d3 белая пешка · f3 чёрный слон · a2 белая пешка · c2 белая пешка · f2 белая пешка · g2 белая пешка · h2 белая пешка · a1 белый ферзь · f1 белая ладья · g1 белый король | a8 чёрный ферзь · f8 чёрная ладья · g8 чёрный король · a7 чёрная пешка · c7 чёрная пешка · f7 чёрная пешка · g7 чёрная пешка · h7 чёрная пешка · d6 чёрная пешка · f6 белый слон · e5 чёрная пешка · e4 белая пешка · d3 белая пешка · f3 чёрный слон · a2 белая пешка · c2 белая пешка · f2 белая пешка · g2 белая пешка · h2 белая пешка · a1 белый ферзь · f1 белая ладья · g1 белый король | a8 чёрный ферзь · f8 чёрная ладья · g8 чёрный король · a7 чёрная пешка · c7 чёрная пешка · f7 чёрная пешка · g7 чёрная пешка · h7 чёрная пешка · d6 чёрная пешка · f6 белый слон · e5 чёрная пешка · e4 белая пешка · d3 белая пешка · f3 чёрный слон · a2 белая пешка · c2 белая пешка · f2 белая пешка · g2 белая пешка · h2 белая пешка · a1 белый ферзь · f1 белая ладья · g1 белый король | a8 чёрный ферзь · f8 чёрная ладья · g8 чёрный король · a7 чёрная пешка · c7 чёрная пешка · f7 чёрная пешка · g7 чёрная пешка · h7 чёрная пешка · d6 чёрная пешка · f6 белый слон · e5 чёрная пешка · e4 белая пешка · d3 белая пешка · f3 чёрный слон · a2 белая пешка · c2 белая пешка · f2 белая пешка · g2 белая пешка · h2 белая пешка · a1 белый ферзь · f1 белая ладья · g1 белый король | a8 чёрный ферзь · f8 чёрная ладья · g8 чёрный король · a7 чёрная пешка · c7 чёрная пешка · f7 чёрная пешка · g7 чёрная пешка · h7 чёрная пешка · d6 чёрная пешка · f6 белый слон · e5 чёрная пешка · e4 белая пешка · d3 белая пешка · f3 чёрный слон · a2 белая пешка · c2 белая пешка · f2 белая пешка · g2 белая пешка · h2 белая пешка · a1 белый ферзь · f1 белая ладья · g1 белый король | 4 |
| 3 | a8 чёрный ферзь · f8 чёрная ладья · g8 чёрный король · a7 чёрная пешка · c7 чёрная пешка · f7 чёрная пешка · g7 чёрная пешка · h7 чёрная пешка · d6 чёрная пешка · f6 белый слон · e5 чёрная пешка · e4 белая пешка · d3 белая пешка · f3 чёрный слон · a2 белая пешка · c2 белая пешка · f2 белая пешка · g2 белая пешка · h2 белая пешка · a1 белый ферзь · f1 белая ладья · g1 белый король | a8 чёрный ферзь · f8 чёрная ладья · g8 чёрный король · a7 чёрная пешка · c7 чёрная пешка · f7 чёрная пешка · g7 чёрная пешка · h7 чёрная пешка · d6 чёрная пешка · f6 белый слон · e5 чёрная пешка · e4 белая пешка · d3 белая пешка · f3 чёрный слон · a2 белая пешка · c2 белая пешка · f2 белая пешка · g2 белая пешка · h2 белая пешка · a1 белый ферзь · f1 белая ладья · g1 белый король | a8 чёрный ферзь · f8 чёрная ладья · g8 чёрный король · a7 чёрная пешка · c7 чёрная пешка · f7 чёрная пешка · g7 чёрная пешка · h7 чёрная пешка · d6 чёрная пешка · f6 белый слон · e5 чёрная пешка · e4 белая пешка · d3 белая пешка · f3 чёрный слон · a2 белая пешка · c2 белая пешка · f2 белая пешка · g2 белая пешка · h2 белая пешка · a1 белый ферзь · f1 белая ладья · g1 белый король | a8 чёрный ферзь · f8 чёрная ладья · g8 чёрный король · a7 чёрная пешка · c7 чёрная пешка · f7 чёрная пешка · g7 чёрная пешка · h7 чёрная пешка · d6 чёрная пешка · f6 белый слон · e5 чёрная пешка · e4 белая пешка · d3 белая пешка · f3 чёрный слон · a2 белая пешка · c2 белая пешка · f2 белая пешка · g2 белая пешка · h2 белая пешка · a1 белый ферзь · f1 белая ладья · g1 белый король | a8 чёрный ферзь · f8 чёрная ладья · g8 чёрный король · a7 чёрная пешка · c7 чёрная пешка · f7 чёрная пешка · g7 чёрная пешка · h7 чёрная пешка · d6 чёрная пешка · f6 белый слон · e5 чёрная пешка · e4 белая пешка · d3 белая пешка · f3 чёрный слон · a2 белая пешка · c2 белая пешка · f2 белая пешка · g2 белая пешка · h2 белая пешка · a1 белый ферзь · f1 белая ладья · g1 белый король | a8 чёрный ферзь · f8 чёрная ладья · g8 чёрный король · a7 чёрная пешка · c7 чёрная пешка · f7 чёрная пешка · g7 чёрная пешка · h7 чёрная пешка · d6 чёрная пешка · f6 белый слон · e5 чёрная пешка · e4 белая пешка · d3 белая пешка · f3 чёрный слон · a2 белая пешка · c2 белая пешка · f2 белая пешка · g2 белая пешка · h2 белая пешка · a1 белый ферзь · f1 белая ладья · g1 белый король | a8 чёрный ферзь · f8 чёрная ладья · g8 чёрный король · a7 чёрная пешка · c7 чёрная пешка · f7 чёрная пешка · g7 чёрная пешка · h7 чёрная пешка · d6 чёрная пешка · f6 белый слон · e5 чёрная пешка · e4 белая пешка · d3 белая пешка · f3 чёрный слон · a2 белая пешка · c2 белая пешка · f2 белая пешка · g2 белая пешка · h2 белая пешка · a1 белый ферзь · f1 белая ладья · g1 белый король | a8 чёрный ферзь · f8 чёрная ладья · g8 чёрный король · a7 чёрная пешка · c7 чёрная пешка · f7 чёрная пешка · g7 чёрная пешка · h7 чёрная пешка · d6 чёрная пешка · f6 белый слон · e5 чёрная пешка · e4 белая пешка · d3 белая пешка · f3 чёрный слон · a2 белая пешка · c2 белая пешка · f2 белая пешка · g2 белая пешка · h2 белая пешка · a1 белый ферзь · f1 белая ладья · g1 белый король | 3 |
| 2 | a8 чёрный ферзь · f8 чёрная ладья · g8 чёрный король · a7 чёрная пешка · c7 чёрная пешка · f7 чёрная пешка · g7 чёрная пешка · h7 чёрная пешка · d6 чёрная пешка · f6 белый слон · e5 чёрная пешка · e4 белая пешка · d3 белая пешка · f3 чёрный слон · a2 белая пешка · c2 белая пешка · f2 белая пешка · g2 белая пешка · h2 белая пешка · a1 белый ферзь · f1 белая ладья · g1 белый король | a8 чёрный ферзь · f8 чёрная ладья · g8 чёрный король · a7 чёрная пешка · c7 чёрная пешка · f7 чёрная пешка · g7 чёрная пешка · h7 чёрная пешка · d6 чёрная пешка · f6 белый слон · e5 чёрная пешка · e4 белая пешка · d3 белая пешка · f3 чёрный слон · a2 белая пешка · c2 белая пешка · f2 белая пешка · g2 белая пешка · h2 белая пешка · a1 белый ферзь · f1 белая ладья · g1 белый король | a8 чёрный ферзь · f8 чёрная ладья · g8 чёрный король · a7 чёрная пешка · c7 чёрная пешка · f7 чёрная пешка · g7 чёрная пешка · h7 чёрная пешка · d6 чёрная пешка · f6 белый слон · e5 чёрная пешка · e4 белая пешка · d3 белая пешка · f3 чёрный слон · a2 белая пешка · c2 белая пешка · f2 белая пешка · g2 белая пешка · h2 белая пешка · a1 белый ферзь · f1 белая ладья · g1 белый король | a8 чёрный ферзь · f8 чёрная ладья · g8 чёрный король · a7 чёрная пешка · c7 чёрная пешка · f7 чёрная пешка · g7 чёрная пешка · h7 чёрная пешка · d6 чёрная пешка · f6 белый слон · e5 чёрная пешка · e4 белая пешка · d3 белая пешка · f3 чёрный слон · a2 белая пешка · c2 белая пешка · f2 белая пешка · g2 белая пешка · h2 белая пешка · a1 белый ферзь · f1 белая ладья · g1 белый король | a8 чёрный ферзь · f8 чёрная ладья · g8 чёрный король · a7 чёрная пешка · c7 чёрная пешка · f7 чёрная пешка · g7 чёрная пешка · h7 чёрная пешка · d6 чёрная пешка · f6 белый слон · e5 чёрная пешка · e4 белая пешка · d3 белая пешка · f3 чёрный слон · a2 белая пешка · c2 белая пешка · f2 белая пешка · g2 белая пешка · h2 белая пешка · a1 белый ферзь · f1 белая ладья · g1 белый король | a8 чёрный ферзь · f8 чёрная ладья · g8 чёрный король · a7 чёрная пешка · c7 чёрная пешка · f7 чёрная пешка · g7 чёрная пешка · h7 чёрная пешка · d6 чёрная пешка · f6 белый слон · e5 чёрная пешка · e4 белая пешка · d3 белая пешка · f3 чёрный слон · a2 белая пешка · c2 белая пешка · f2 белая пешка · g2 белая пешка · h2 белая пешка · a1 белый ферзь · f1 белая ладья · g1 белый король | a8 чёрный ферзь · f8 чёрная ладья · g8 чёрный король · a7 чёрная пешка · c7 чёрная пешка · f7 чёрная пешка · g7 чёрная пешка · h7 чёрная пешка · d6 чёрная пешка · f6 белый слон · e5 чёрная пешка · e4 белая пешка · d3 белая пешка · f3 чёрный слон · a2 белая пешка · c2 белая пешка · f2 белая пешка · g2 белая пешка · h2 белая пешка · a1 белый ферзь · f1 белая ладья · g1 белый король | a8 чёрный ферзь · f8 чёрная ладья · g8 чёрный король · a7 чёрная пешка · c7 чёрная пешка · f7 чёрная пешка · g7 чёрная пешка · h7 чёрная пешка · d6 чёрная пешка · f6 белый слон · e5 чёрная пешка · e4 белая пешка · d3 белая пешка · f3 чёрный слон · a2 белая пешка · c2 белая пешка · f2 белая пешка · g2 белая пешка · h2 белая пешка · a1 белый ферзь · f1 белая ладья · g1 белый король | 2 |
| 1 | a8 чёрный ферзь · f8 чёрная ладья · g8 чёрный король · a7 чёрная пешка · c7 чёрная пешка · f7 чёрная пешка · g7 чёрная пешка · h7 чёрная пешка · d6 чёрная пешка · f6 белый слон · e5 чёрная пешка · e4 белая пешка · d3 белая пешка · f3 чёрный слон · a2 белая пешка · c2 белая пешка · f2 белая пешка · g2 белая пешка · h2 белая пешка · a1 белый ферзь · f1 белая ладья · g1 белый король | a8 чёрный ферзь · f8 чёрная ладья · g8 чёрный король · a7 чёрная пешка · c7 чёрная пешка · f7 чёрная пешка · g7 чёрная пешка · h7 чёрная пешка · d6 чёрная пешка · f6 белый слон · e5 чёрная пешка · e4 белая пешка · d3 белая пешка · f3 чёрный слон · a2 белая пешка · c2 белая пешка · f2 белая пешка · g2 белая пешка · h2 белая пешка · a1 белый ферзь · f1 белая ладья · g1 белый король | a8 чёрный ферзь · f8 чёрная ладья · g8 чёрный король · a7 чёрная пешка · c7 чёрная пешка · f7 чёрная пешка · g7 чёрная пешка · h7 чёрная пешка · d6 чёрная пешка · f6 белый слон · e5 чёрная пешка · e4 белая пешка · d3 белая пешка · f3 чёрный слон · a2 белая пешка · c2 белая пешка · f2 белая пешка · g2 белая пешка · h2 белая пешка · a1 белый ферзь · f1 белая ладья · g1 белый король | a8 чёрный ферзь · f8 чёрная ладья · g8 чёрный король · a7 чёрная пешка · c7 чёрная пешка · f7 чёрная пешка · g7 чёрная пешка · h7 чёрная пешка · d6 чёрная пешка · f6 белый слон · e5 чёрная пешка · e4 белая пешка · d3 белая пешка · f3 чёрный слон · a2 белая пешка · c2 белая пешка · f2 белая пешка · g2 белая пешка · h2 белая пешка · a1 белый ферзь · f1 белая ладья · g1 белый король | a8 чёрный ферзь · f8 чёрная ладья · g8 чёрный король · a7 чёрная пешка · c7 чёрная пешка · f7 чёрная пешка · g7 чёрная пешка · h7 чёрная пешка · d6 чёрная пешка · f6 белый слон · e5 чёрная пешка · e4 белая пешка · d3 белая пешка · f3 чёрный слон · a2 белая пешка · c2 белая пешка · f2 белая пешка · g2 белая пешка · h2 белая пешка · a1 белый ферзь · f1 белая ладья · g1 белый король | a8 чёрный ферзь · f8 чёрная ладья · g8 чёрный король · a7 чёрная пешка · c7 чёрная пешка · f7 чёрная пешка · g7 чёрная пешка · h7 чёрная пешка · d6 чёрная пешка · f6 белый слон · e5 чёрная пешка · e4 белая пешка · d3 белая пешка · f3 чёрный слон · a2 белая пешка · c2 белая пешка · f2 белая пешка · g2 белая пешка · h2 белая пешка · a1 белый ферзь · f1 белая ладья · g1 белый король | a8 чёрный ферзь · f8 чёрная ладья · g8 чёрный король · a7 чёрная пешка · c7 чёрная пешка · f7 чёрная пешка · g7 чёрная пешка · h7 чёрная пешка · d6 чёрная пешка · f6 белый слон · e5 чёрная пешка · e4 белая пешка · d3 белая пешка · f3 чёрный слон · a2 белая пешка · c2 белая пешка · f2 белая пешка · g2 белая пешка · h2 белая пешка · a1 белый ферзь · f1 белая ладья · g1 белый король | a8 чёрный ферзь · f8 чёрная ладья · g8 чёрный король · a7 чёрная пешка · c7 чёрная пешка · f7 чёрная пешка · g7 чёрная пешка · h7 чёрная пешка · d6 чёрная пешка · f6 белый слон · e5 чёрная пешка · e4 белая пешка · d3 белая пешка · f3 чёрный слон · a2 белая пешка · c2 белая пешка · f2 белая пешка · g2 белая пешка · h2 белая пешка · a1 белый ферзь · f1 белая ладья · g1 белый король | 1 |
|   | a | b | c | d | e | f | g | h |   |

Показательная «обезьянья игра», в которой особо отчётливо проступает горизонтальная симметрия, сыграна сразу в двух партиях: между Гершом Ротлеви и Моисеем Эльяшовым в 1909 году и Карелом Тракслером с Яном Саманеком в 1900 году:
Начало у двух партий одинаково:
 1. e4 e5
 2. Kf3 Kc6
 3. Kc3 Kf6
 4. Cb5 Cb4
 5. O-O O-O
 6. d3 d6
 7. C:c6 C:c3
 8. C:b7 C:b2
 9. C:a8 C:a1
 10. Cg5 Cg4
 11. Ф:a1 Ф:a8
 12. С:f6 С:f3
С 13-го хода в партиях начинаются расхождения, приводящие к разным итогам: 

| Герш Ротлеви — Моисей Эльяшов, 1909 13. С:g7 С:g2 14. С:f8 С:f1 15. Ф:f1 Ф:f8 16. Фg2+ Фg7 1/2 — 1/2 | Карел Тракслер — Ян Саманека, 1900 13. C:e5! С:e4 14. С:g7 С:g2 15. С:f8 С:f1 16. Фg7# 1 — 0 |

### В композиции
|   | a | b | c | d | e | f | g | h |   |
| - | --- | --- | --- | --- | --- | --- | --- | --- | - |
| 8 | a8 чёрный ферзь · c8 чёрный слон · b6 чёрная пешка · h6 чёрный король · g5 чёрная пешка · g3 белая пешка · c2 белый ферзь · d2 белая пешка · e2 белый слон · h2 белый король | a8 чёрный ферзь · c8 чёрный слон · b6 чёрная пешка · h6 чёрный король · g5 чёрная пешка · g3 белая пешка · c2 белый ферзь · d2 белая пешка · e2 белый слон · h2 белый король | a8 чёрный ферзь · c8 чёрный слон · b6 чёрная пешка · h6 чёрный король · g5 чёрная пешка · g3 белая пешка · c2 белый ферзь · d2 белая пешка · e2 белый слон · h2 белый король | a8 чёрный ферзь · c8 чёрный слон · b6 чёрная пешка · h6 чёрный король · g5 чёрная пешка · g3 белая пешка · c2 белый ферзь · d2 белая пешка · e2 белый слон · h2 белый король | a8 чёрный ферзь · c8 чёрный слон · b6 чёрная пешка · h6 чёрный король · g5 чёрная пешка · g3 белая пешка · c2 белый ферзь · d2 белая пешка · e2 белый слон · h2 белый король | a8 чёрный ферзь · c8 чёрный слон · b6 чёрная пешка · h6 чёрный король · g5 чёрная пешка · g3 белая пешка · c2 белый ферзь · d2 белая пешка · e2 белый слон · h2 белый король | a8 чёрный ферзь · c8 чёрный слон · b6 чёрная пешка · h6 чёрный король · g5 чёрная пешка · g3 белая пешка · c2 белый ферзь · d2 белая пешка · e2 белый слон · h2 белый король | a8 чёрный ферзь · c8 чёрный слон · b6 чёрная пешка · h6 чёрный король · g5 чёрная пешка · g3 белая пешка · c2 белый ферзь · d2 белая пешка · e2 белый слон · h2 белый король | 8 |
| 7 | a8 чёрный ферзь · c8 чёрный слон · b6 чёрная пешка · h6 чёрный король · g5 чёрная пешка · g3 белая пешка · c2 белый ферзь · d2 белая пешка · e2 белый слон · h2 белый король | a8 чёрный ферзь · c8 чёрный слон · b6 чёрная пешка · h6 чёрный король · g5 чёрная пешка · g3 белая пешка · c2 белый ферзь · d2 белая пешка · e2 белый слон · h2 белый король | a8 чёрный ферзь · c8 чёрный слон · b6 чёрная пешка · h6 чёрный король · g5 чёрная пешка · g3 белая пешка · c2 белый ферзь · d2 белая пешка · e2 белый слон · h2 белый король | a8 чёрный ферзь · c8 чёрный слон · b6 чёрная пешка · h6 чёрный король · g5 чёрная пешка · g3 белая пешка · c2 белый ферзь · d2 белая пешка · e2 белый слон · h2 белый король | a8 чёрный ферзь · c8 чёрный слон · b6 чёрная пешка · h6 чёрный король · g5 чёрная пешка · g3 белая пешка · c2 белый ферзь · d2 белая пешка · e2 белый слон · h2 белый король | a8 чёрный ферзь · c8 чёрный слон · b6 чёрная пешка · h6 чёрный король · g5 чёрная пешка · g3 белая пешка · c2 белый ферзь · d2 белая пешка · e2 белый слон · h2 белый король | a8 чёрный ферзь · c8 чёрный слон · b6 чёрная пешка · h6 чёрный король · g5 чёрная пешка · g3 белая пешка · c2 белый ферзь · d2 белая пешка · e2 белый слон · h2 белый король | a8 чёрный ферзь · c8 чёрный слон · b6 чёрная пешка · h6 чёрный король · g5 чёрная пешка · g3 белая пешка · c2 белый ферзь · d2 белая пешка · e2 белый слон · h2 белый король | 7 |
| 6 | a8 чёрный ферзь · c8 чёрный слон · b6 чёрная пешка · h6 чёрный король · g5 чёрная пешка · g3 белая пешка · c2 белый ферзь · d2 белая пешка · e2 белый слон · h2 белый король | a8 чёрный ферзь · c8 чёрный слон · b6 чёрная пешка · h6 чёрный король · g5 чёрная пешка · g3 белая пешка · c2 белый ферзь · d2 белая пешка · e2 белый слон · h2 белый король | a8 чёрный ферзь · c8 чёрный слон · b6 чёрная пешка · h6 чёрный король · g5 чёрная пешка · g3 белая пешка · c2 белый ферзь · d2 белая пешка · e2 белый слон · h2 белый король | a8 чёрный ферзь · c8 чёрный слон · b6 чёрная пешка · h6 чёрный король · g5 чёрная пешка · g3 белая пешка · c2 белый ферзь · d2 белая пешка · e2 белый слон · h2 белый король | a8 чёрный ферзь · c8 чёрный слон · b6 чёрная пешка · h6 чёрный король · g5 чёрная пешка · g3 белая пешка · c2 белый ферзь · d2 белая пешка · e2 белый слон · h2 белый король | a8 чёрный ферзь · c8 чёрный слон · b6 чёрная пешка · h6 чёрный король · g5 чёрная пешка · g3 белая пешка · c2 белый ферзь · d2 белая пешка · e2 белый слон · h2 белый король | a8 чёрный ферзь · c8 чёрный слон · b6 чёрная пешка · h6 чёрный король · g5 чёрная пешка · g3 белая пешка · c2 белый ферзь · d2 белая пешка · e2 белый слон · h2 белый король | a8 чёрный ферзь · c8 чёрный слон · b6 чёрная пешка · h6 чёрный король · g5 чёрная пешка · g3 белая пешка · c2 белый ферзь · d2 белая пешка · e2 белый слон · h2 белый король | 6 |
| 5 | a8 чёрный ферзь · c8 чёрный слон · b6 чёрная пешка · h6 чёрный король · g5 чёрная пешка · g3 белая пешка · c2 белый ферзь · d2 белая пешка · e2 белый слон · h2 белый король | a8 чёрный ферзь · c8 чёрный слон · b6 чёрная пешка · h6 чёрный король · g5 чёрная пешка · g3 белая пешка · c2 белый ферзь · d2 белая пешка · e2 белый слон · h2 белый король | a8 чёрный ферзь · c8 чёрный слон · b6 чёрная пешка · h6 чёрный король · g5 чёрная пешка · g3 белая пешка · c2 белый ферзь · d2 белая пешка · e2 белый слон · h2 белый король | a8 чёрный ферзь · c8 чёрный слон · b6 чёрная пешка · h6 чёрный король · g5 чёрная пешка · g3 белая пешка · c2 белый ферзь · d2 белая пешка · e2 белый слон · h2 белый король | a8 чёрный ферзь · c8 чёрный слон · b6 чёрная пешка · h6 чёрный король · g5 чёрная пешка · g3 белая пешка · c2 белый ферзь · d2 белая пешка · e2 белый слон · h2 белый король | a8 чёрный ферзь · c8 чёрный слон · b6 чёрная пешка · h6 чёрный король · g5 чёрная пешка · g3 белая пешка · c2 белый ферзь · d2 белая пешка · e2 белый слон · h2 белый король | a8 чёрный ферзь · c8 чёрный слон · b6 чёрная пешка · h6 чёрный король · g5 чёрная пешка · g3 белая пешка · c2 белый ферзь · d2 белая пешка · e2 белый слон · h2 белый король | a8 чёрный ферзь · c8 чёрный слон · b6 чёрная пешка · h6 чёрный король · g5 чёрная пешка · g3 белая пешка · c2 белый ферзь · d2 белая пешка · e2 белый слон · h2 белый король | 5 |
| 4 | a8 чёрный ферзь · c8 чёрный слон · b6 чёрная пешка · h6 чёрный король · g5 чёрная пешка · g3 белая пешка · c2 белый ферзь · d2 белая пешка · e2 белый слон · h2 белый король | a8 чёрный ферзь · c8 чёрный слон · b6 чёрная пешка · h6 чёрный король · g5 чёрная пешка · g3 белая пешка · c2 белый ферзь · d2 белая пешка · e2 белый слон · h2 белый король | a8 чёрный ферзь · c8 чёрный слон · b6 чёрная пешка · h6 чёрный король · g5 чёрная пешка · g3 белая пешка · c2 белый ферзь · d2 белая пешка · e2 белый слон · h2 белый король | a8 чёрный ферзь · c8 чёрный слон · b6 чёрная пешка · h6 чёрный король · g5 чёрная пешка · g3 белая пешка · c2 белый ферзь · d2 белая пешка · e2 белый слон · h2 белый король | a8 чёрный ферзь · c8 чёрный слон · b6 чёрная пешка · h6 чёрный король · g5 чёрная пешка · g3 белая пешка · c2 белый ферзь · d2 белая пешка · e2 белый слон · h2 белый король | a8 чёрный ферзь · c8 чёрный слон · b6 чёрная пешка · h6 чёрный король · g5 чёрная пешка · g3 белая пешка · c2 белый ферзь · d2 белая пешка · e2 белый слон · h2 белый король | a8 чёрный ферзь · c8 чёрный слон · b6 чёрная пешка · h6 чёрный король · g5 чёрная пешка · g3 белая пешка · c2 белый ферзь · d2 белая пешка · e2 белый слон · h2 белый король | a8 чёрный ферзь · c8 чёрный слон · b6 чёрная пешка · h6 чёрный король · g5 чёрная пешка · g3 белая пешка · c2 белый ферзь · d2 белая пешка · e2 белый слон · h2 белый король | 4 |
| 3 | a8 чёрный ферзь · c8 чёрный слон · b6 чёрная пешка · h6 чёрный король · g5 чёрная пешка · g3 белая пешка · c2 белый ферзь · d2 белая пешка · e2 белый слон · h2 белый король | a8 чёрный ферзь · c8 чёрный слон · b6 чёрная пешка · h6 чёрный король · g5 чёрная пешка · g3 белая пешка · c2 белый ферзь · d2 белая пешка · e2 белый слон · h2 белый король | a8 чёрный ферзь · c8 чёрный слон · b6 чёрная пешка · h6 чёрный король · g5 чёрная пешка · g3 белая пешка · c2 белый ферзь · d2 белая пешка · e2 белый слон · h2 белый король | a8 чёрный ферзь · c8 чёрный слон · b6 чёрная пешка · h6 чёрный король · g5 чёрная пешка · g3 белая пешка · c2 белый ферзь · d2 белая пешка · e2 белый слон · h2 белый король | a8 чёрный ферзь · c8 чёрный слон · b6 чёрная пешка · h6 чёрный король · g5 чёрная пешка · g3 белая пешка · c2 белый ферзь · d2 белая пешка · e2 белый слон · h2 белый король | a8 чёрный ферзь · c8 чёрный слон · b6 чёрная пешка · h6 чёрный король · g5 чёрная пешка · g3 белая пешка · c2 белый ферзь · d2 белая пешка · e2 белый слон · h2 белый король | a8 чёрный ферзь · c8 чёрный слон · b6 чёрная пешка · h6 чёрный король · g5 чёрная пешка · g3 белая пешка · c2 белый ферзь · d2 белая пешка · e2 белый слон · h2 белый король | a8 чёрный ферзь · c8 чёрный слон · b6 чёрная пешка · h6 чёрный король · g5 чёрная пешка · g3 белая пешка · c2 белый ферзь · d2 белая пешка · e2 белый слон · h2 белый король | 3 |
| 2 | a8 чёрный ферзь · c8 чёрный слон · b6 чёрная пешка · h6 чёрный король · g5 чёрная пешка · g3 белая пешка · c2 белый ферзь · d2 белая пешка · e2 белый слон · h2 белый король | a8 чёрный ферзь · c8 чёрный слон · b6 чёрная пешка · h6 чёрный король · g5 чёрная пешка · g3 белая пешка · c2 белый ферзь · d2 белая пешка · e2 белый слон · h2 белый король | a8 чёрный ферзь · c8 чёрный слон · b6 чёрная пешка · h6 чёрный король · g5 чёрная пешка · g3 белая пешка · c2 белый ферзь · d2 белая пешка · e2 белый слон · h2 белый король | a8 чёрный ферзь · c8 чёрный слон · b6 чёрная пешка · h6 чёрный король · g5 чёрная пешка · g3 белая пешка · c2 белый ферзь · d2 белая пешка · e2 белый слон · h2 белый король | a8 чёрный ферзь · c8 чёрный слон · b6 чёрная пешка · h6 чёрный король · g5 чёрная пешка · g3 белая пешка · c2 белый ферзь · d2 белая пешка · e2 белый слон · h2 белый король | a8 чёрный ферзь · c8 чёрный слон · b6 чёрная пешка · h6 чёрный король · g5 чёрная пешка · g3 белая пешка · c2 белый ферзь · d2 белая пешка · e2 белый слон · h2 белый король | a8 чёрный ферзь · c8 чёрный слон · b6 чёрная пешка · h6 чёрный король · g5 чёрная пешка · g3 белая пешка · c2 белый ферзь · d2 белая пешка · e2 белый слон · h2 белый король | a8 чёрный ферзь · c8 чёрный слон · b6 чёрная пешка · h6 чёрный король · g5 чёрная пешка · g3 белая пешка · c2 белый ферзь · d2 белая пешка · e2 белый слон · h2 белый король | 2 |
| 1 | a8 чёрный ферзь · c8 чёрный слон · b6 чёрная пешка · h6 чёрный король · g5 чёрная пешка · g3 белая пешка · c2 белый ферзь · d2 белая пешка · e2 белый слон · h2 белый король | a8 чёрный ферзь · c8 чёрный слон · b6 чёрная пешка · h6 чёрный король · g5 чёрная пешка · g3 белая пешка · c2 белый ферзь · d2 белая пешка · e2 белый слон · h2 белый король | a8 чёрный ферзь · c8 чёрный слон · b6 чёрная пешка · h6 чёрный король · g5 чёрная пешка · g3 белая пешка · c2 белый ферзь · d2 белая пешка · e2 белый слон · h2 белый король | a8 чёрный ферзь · c8 чёрный слон · b6 чёрная пешка · h6 чёрный король · g5 чёрная пешка · g3 белая пешка · c2 белый ферзь · d2 белая пешка · e2 белый слон · h2 белый король | a8 чёрный ферзь · c8 чёрный слон · b6 чёрная пешка · h6 чёрный король · g5 чёрная пешка · g3 белая пешка · c2 белый ферзь · d2 белая пешка · e2 белый слон · h2 белый король | a8 чёрный ферзь · c8 чёрный слон · b6 чёрная пешка · h6 чёрный король · g5 чёрная пешка · g3 белая пешка · c2 белый ферзь · d2 белая пешка · e2 белый слон · h2 белый король | a8 чёрный ферзь · c8 чёрный слон · b6 чёрная пешка · h6 чёрный король · g5 чёрная пешка · g3 белая пешка · c2 белый ферзь · d2 белая пешка · e2 белый слон · h2 белый король | a8 чёрный ферзь · c8 чёрный слон · b6 чёрная пешка · h6 чёрный король · g5 чёрная пешка · g3 белая пешка · c2 белый ферзь · d2 белая пешка · e2 белый слон · h2 белый король | 1 |
|   | a | b | c | d | e | f | g | h |   |

По-видимому первый этюд с использованием идеи «обезьяной игры» датируется 1910 годом и принадлежит французскому шахматному композитору Жану Вильнёв-Эсклапону. В этом этюде кто начинает, тот выигрывает, при этом используя одинаковую идею — пожертвовав слона, преследовать шахами короля до выигрыша ферзя противника:
С ходом белых:
 1. Ch5! Kp:h5
 2. Фh7+ Kpg4
 3. Фh3+ Kpf3
 4. Фg2+
 5. Ф:a8
С ходом чёрных:
 1... Ch3!
 2. Kp:h3 Фh1+
 3. Kpg4 Фh5+
 4. Kpf5 Фg6+
 5... Ф:c2

## «Обезьяньи» рекорды
Определённый интерес представляет составление «обезьяньих» партий, в которых заканчивают партию разные фигуры в наименьшее число ходов. Известны следующие «обезьяньи» рекорды:
| Ферзь 1. d4 d5 2. Фd3 Фd6 3. Фh3 Фh6 4. Ф:c8# | Ладья 1. Kf3 Kf6 2. Kg5 Kg4 3. K:h7 K:h2 4. K:f8 K:f1 5. Kg6 Kg3 6. Л:h8# | Слон 1. e4 e5 2. f4 f5 3. ef ef 4. f6 f3 5. fg fg 6. Ce2 Ce7 7. Ch5# | Конь 1. Kc3 Kc6 2. Ke4 Ke5 3. e3 e6 4. Ke2 Ke7 5. g3 g6 6. Kf6# | Пешка 1. g4 g5 2. h4 h5 3. Kf3 Kf6 4. Ke5 Ke4 5. hg hg 6. g6 g3 7. gf# | Король 1. d3 d6 2. Kpd2 Kpd7 3. Kpc3 Kpc6 4. Kpb3 Kpb6 5. Kpa3 Kpa6 6. Ce3 Ce6 7. Cb6 Cb3 8. ab ab 9. Kpb4# |